# Vouziers (Vouziers)
Vouziers ist eine Ortschaft und eine ehemalige französische Gemeinde mit 3.303 Einwohnern (Stand 1. Januar 2022) im Département Ardennes in der Region Grand Est. Sie gehörte zum Arrondissement Vouziers und zum Kanton Vouziers.
Mit Wirkung vom 1. Juni 2016 wurden die früheren Gemeinden Terron-sur-Aisne, Vrizy und Vouziers zu einer Commune nouvelle mit dem identen Namen Vouziers zusammengelegt und haben in der neuen Gemeinde den Status einer Commune déléguée inne. Der Verwaltungssitz befindet sich im Ort Vouziers.

## Lage
Vouziers liegt am Ufer der Aisne.

## Verkehr
Vouziers liegt an der Bahnstrecke Amagne-Lucquy–Revigny, die von Amagne kommend den Ort im Februar 1873 erreichte. Im November 1878 wurde deren Verlängerung von Vouziers nach Challerange eröffnet. Am 28. September 1969 endete auf der Strecke der Personenverkehr, seit 1988 verkehren dort touristische Züge des Chemin de Fer Touristique du Sud des Ardennes (CFTSA).
Vom 25. November 1906 bis 1933 war Vouziers zudem Endbahnhof der 42 km langen, schmalspurigen Bahnstrecke Le Châtelet-sur-Retourne–Juniville–Vouziers, die von den Chemins de fer départementaux des Ardennes betrieben wurde.
Durch Vouziers verlaufen die ehemaligen Nationalstraßen N 46 und N 77, die 1973 zu den Departementsstraßen D 946 und D 977 abgestuft wurden.
Der Canal de Vouziers beginnt in Vouziers und mündet in der Gemeinde Rilly-sur-Aisne in den Canal des Ardennes.

## Sehenswürdigkeiten

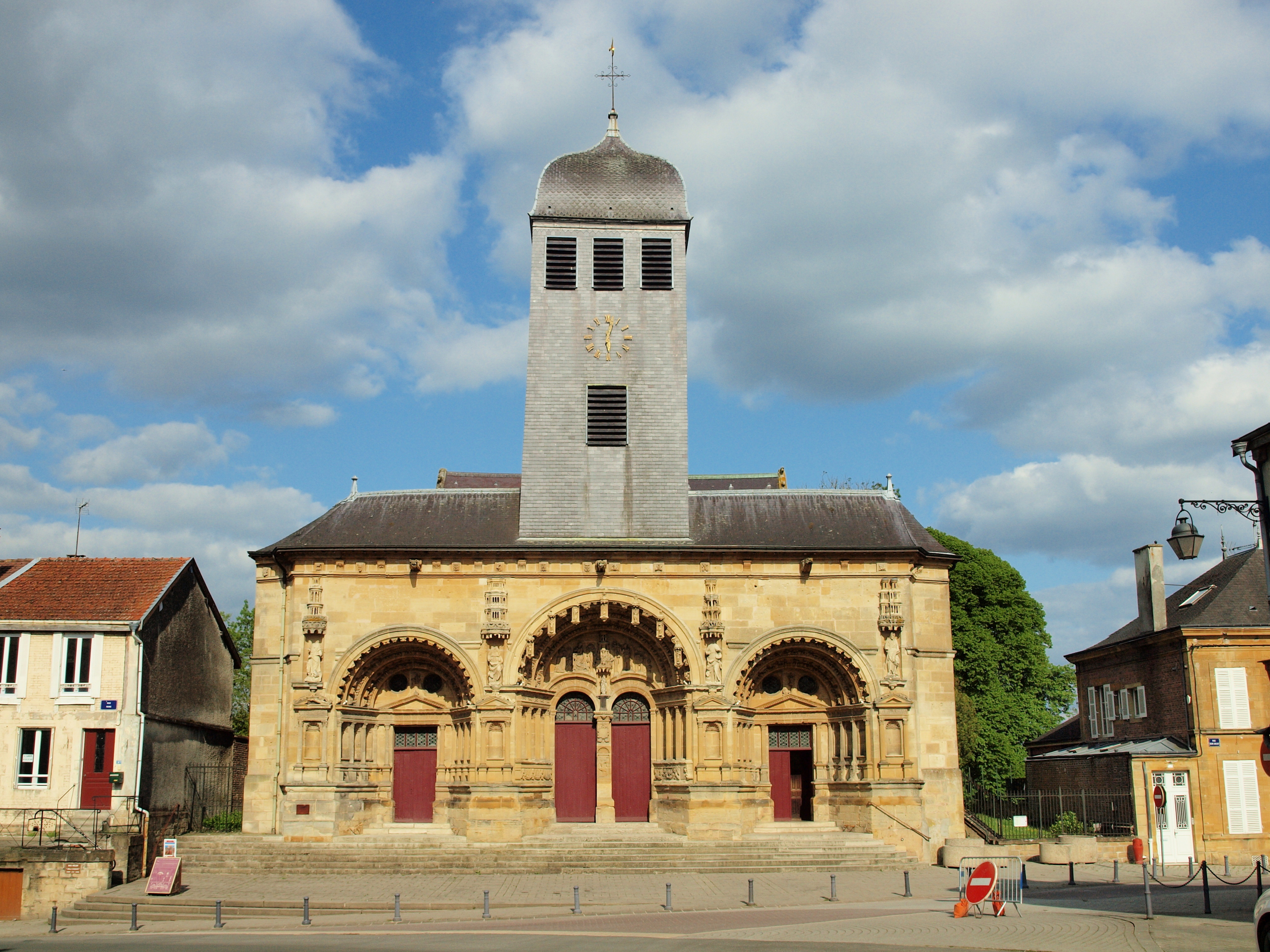
Kirche Saint-Maurille

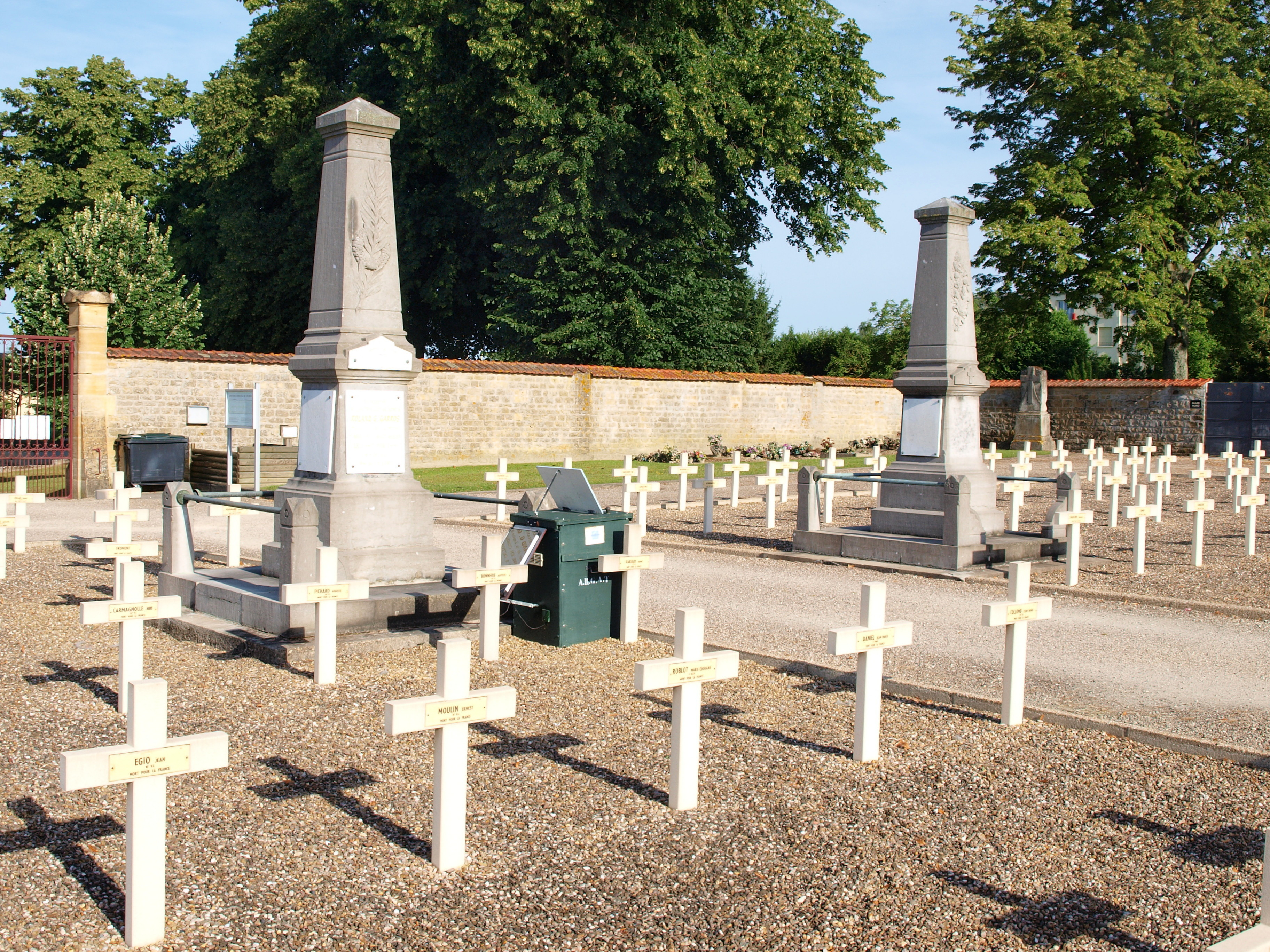
Französischer Soldatenfriedhof

- Kirche Saint-Maurille (Renaissanceportal, 1540).
- Französischer Soldatenfriedhof mit dem Grab des Luftfahrtpioniers Roland Garros

## Persönlichkeiten
Geboren in Vouziers:
- Hippolyte Taine (1828–1893), Philosoph und Historiker
- Louis Eugène Péronne (1832–1893), Politiker
- Paul Drouot (1866–1915), Schriftsteller und Dichter
- Albert Caquot (1881–1976), Ingenieur
- Jean Robic (1921–1980), Radrennfahrer, Gewinner der Tour de France 1947
- Christian Poncelet (1928–2020), ehemaliger Senatspräsident, geboren in Blaise, das heute zu Vouziers gehört

Sonstige Persönlichkeiten:
- Eugène de Ladoucette (1807–1887), Politiker, war sous-préfet von Vouziers.
- Paul Verlaine (1844–1896), Schriftsteller, war hier 1885 inhaftiert.
- Roland Garros (1888–1918), Pilot und Namensgeber für den Tenniskomplex "Stade Roland Garros Paris" in Frankreich, ist hier begraben.